# Historische Tatsachen
Historische Tatsachen ist eine deutschsprachige Zeitschrift, die im Rahmen von Analysen vor allem der Geschehnisse um das Dritte Reich nationalsozialistisches Gedankengut verbreitet. Vielfaches Thema ist insbesondere Holocaustleugnung oder Verharmlosung des Holocaust.
Sie wurde 1974 von Udo Walendy gegründet und in seinem Verlag für Volkstum und Zeitgeschichtsforschung herausgegeben. Walendy fungierte als Herausgeber. Die Zeitschrift wird allerdings inzwischen von der flämischen Organisation Vrij Historisch Onderzoek in Antwerpen herausgegeben.